# Taben-Rodt
Taben-Rodt est une municipalité de la Verbandsgemeinde Saarburg-Kell, dans l'arrondissement de Trèves-Sarrebourg, en Rhénanie-Palatinat, dans l'ouest de l'Allemagne.

## Liens externes

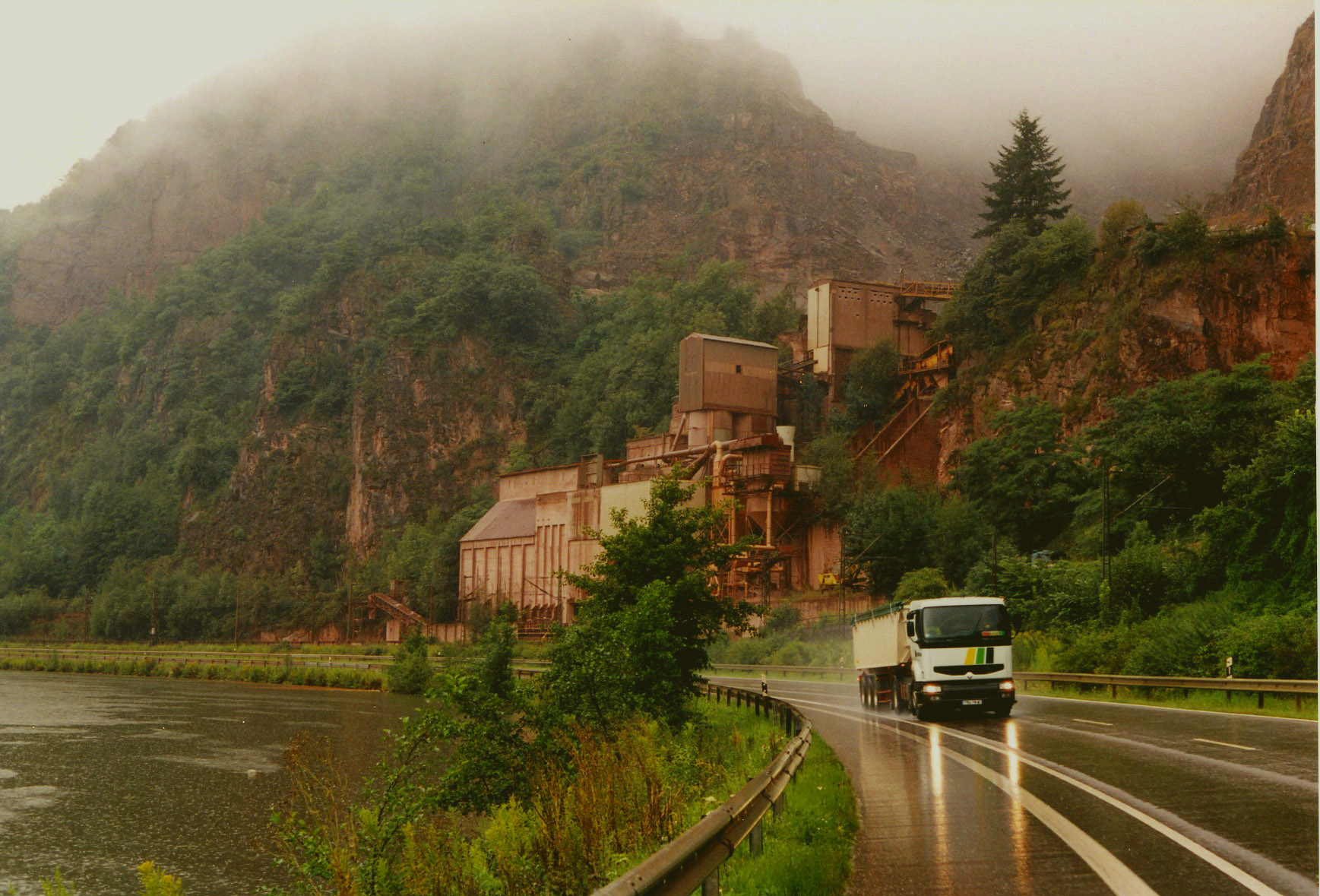
La carrière de grès au bord de la Sarre